# Limenitis biedermanni
Limenitis biedermanni är en fjärilsart som beskrevs av Hans Fruhstorfer 1915. Limenitis biedermanni ingår i släktet Limenitis och familjen praktfjärilar. Inga underarter finns listade i Catalogue of Life.